# Clarova buňka

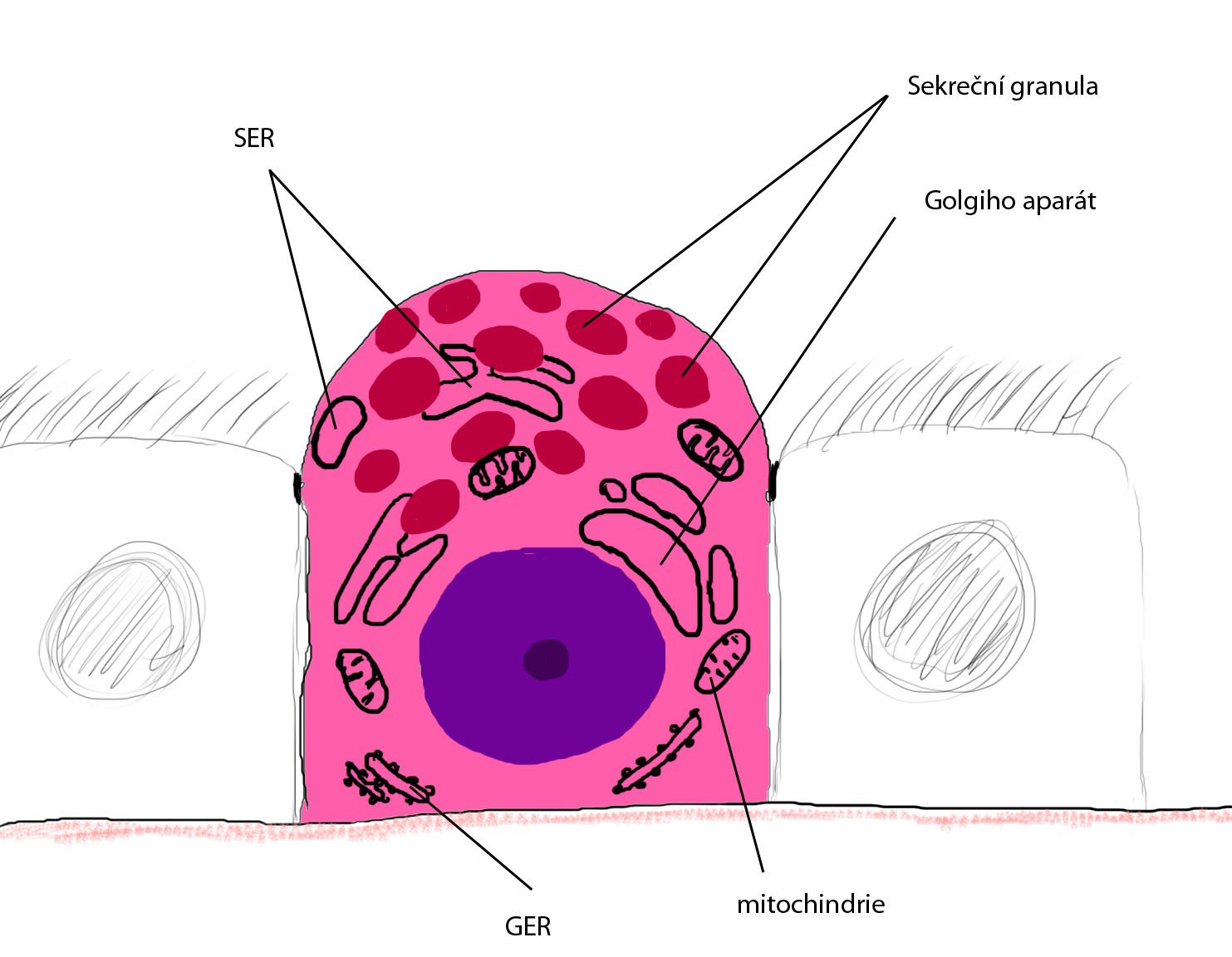
Clarova buňka

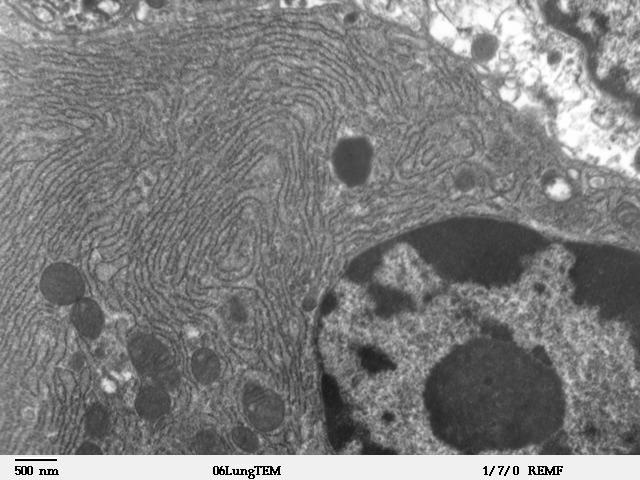
Clarova buňka (transmisní elektronový mikroskop)

Clarova buňka (někdy „Clara buňka“), pojmenovaná po svém objeviteli, rakouském lékaři Maxi Clarovi, je buňka vyskytující se v epitelu průdušinek (bronchiolů), zejména terminálních a respiračních. Její zásadní funkcí je produkce povrchově aktivních látek zabraňujících kolapsu bronchiolů.

## Popis
Clarova buňka má obvykle cylindrický tvar s oválným jádrem uloženým spíše bazálně. Rovněž bazálně uložená granulární endoplazmatická retikula (GER) jsou nepříliš vyvinutá, naproti tomu hladká endoplazmatická retikula (SER) v apikální části je mohutně rozvinuté. Vzrostlý Golgiho aparát se nachází nad jádrem nebo laterálně od něj. Mitochondrie jsou nápadně velké. Dominantou apikální části buňky jsou sekreční granula. Cytoplazma Clarových buněk je světlejší než cytoplazma buněk sekrečních, se kterými jsou si v jiných ohledech poněkud podobné.

### Průkaz v klasické histologii
Vzhledem k obsahu fosfolipidů lze Clarovy buňky snadno prokázat PAS reakcí.

## Funkce
Důležitou funkcí Clarových buněk je sekrece látky analogické surfaktantu (produkovaným pneumocyty II. typu v alveolech). Tento fosfolipid brání kolapsu plic způsobeného smrštěním stěny bronchiolů jednoduše a efektivně tím, že snižuje její povrchové napětí.
Další látkou, produkovanou Clarovými buňkami je 16-kDa protein, nazývaný také Clara cell protein (CC16). Místa jeho výskytu však nejsou omezena pouze na přítomnost Clarových buněk. CC16 je používán jako marker v bronchoalveolární lavážní tekutině (BALF). Sekrece proteinu klesá při plicních zraněních (jako důsledek poškození Clarových buněk), paradoxně ale může koncentrace proteinu v této tekutině stoupat – taková skutečnost svědčí a porušení bariéry vzduch-krev a lze jí využít například při posuzování integrity bariéry při sarkoidóze.
Clarovy buňky působí také jako činitel degradující cizí toxické látky. Tato degradace je založena na oxidaci pomocí komplexu cytochromu P-450 a monooxidáz.
Clarovy buňky jsou rovněž významným inhibitorem fosfolipázy A2.